# Ad-Duszajra al-Dżihadijja
Ad-Duszajra al-Dżihadijja (arab. ‏الدشيرة الجهادية‎, Ad-Dušayra al-Ǧihādiyya; fr. Dcheira El Jihadia) – miasto w południowo-zachodnim Maroku, w regionie Sus-Massa, pomiędzy miastami Ajt Mallul, Inazkan i Agadir, ok. 6,5 km na wschód od wybrzeża Oceanu Atlantyckiego. W 2014 roku liczyło ok. 100,3 tys. mieszkańców.